# Арпени
Арпени(на арменски: Արփենի) е село в Армения.